# Heidi Parviainen
Heidi Parviainen (Espoo, 8 marzo 1979) è una cantante finlandese, conosciuta per aver fatto parte del gruppo musicale symphonic metal finlandese Amberian Dawn.
Ha un registro di soprano drammatico.

## Biografia
All'età di 11 anni inizia a frequentare lezioni di pianoforte classico, per poi diventare autodidatta col piano e intraprendere gli studi di canto classico a 14 anni in un istituto di musica con la cantante Raisa Lahtiranta, con la quale lavora tutt'oggi. In 10 anni Heidi canta in vari cori ed ensemble.
Il primo contatto con la musica heavy metal avviene nel 1997 quando le viene chiesto di cantare nell'EP degli Agonia, gruppo death metal di alcuni compagni suoi di scuola. Poco dopo entrò nella band come tastierista e backing vocalist. La band cambia poi nome in Iconofear nel 1999 e in seguito lascia il gruppo. Grazie all'esperienza maturata negli Iconofear e negli studi di canto classico Heidi decide di entrare a far parte di un gruppo metal, poiché le sembrava che fosse più vicino ai suoi interessi e nell'estate del 2006 viene contattata per far parte degli Amberian Dawn. Lasciò gli Amberian Dawn dopo aver partecipato al MFVF nel 2012, annunciando il suo nuovo progetto Dark Sarah.

## Discografia

### Amberian Dawn

#### Album in studio
- 2008 - River of Tuoni (Khy Suomen Musiikki)
- 2009 - The Clouds of Northland Thunder (Khy Suomen Musiikki)
- 2010 - End of Eden (Spinefarm Records)
- 2012 - Circus Black (Spinefarm Records)

### Iconofear

#### EP
- 2003 - Dark
- 2005 - The 13th Circle
- 2006 - The Unbreathing